# Seleção Queniana de Voleibol Feminino
A Seleção Queniana de Voleibol Feminino é uma equipe do continente africano, composta peles melhores jogadores de voleibol do Quênia. Está sob a égide da Federação de Voleibol do Quênia (Kenya Volleyball Association).
Segundo a mais recente atualização do ranking mundial de voleibol sênior (datada em 7 de agosto de 2017), o selecionado feminino do Quênia ocupava a trigésima terceira colocação, com dezessete pontos.